# Утеча вдосвіта (фільм, 1975)
«Втеча на світанку» — радянський художній фільм 1975 року, знятий режисером Семеном Долідзе на кіностудії «Грузія-фільм».

## Сюжет
У фільмі «Утеча вдосвіта» режисер звернувся до важкого, такого, що мав у радянському кінематографі багаті традиції, жанру — історико-революційного пригодницького фільму. Матеріалом для сценарію (його співавтором є Сіко Долідзе) послужив один з епізодів історії революційного руху в Грузії. У кутаїській каторжній в'язниці перебувають близько сорока політичних в'язнів — активних учасників роззброєння каральних загонів царського сатрапа генерала Аліханова-аварського, направлених на придушення революційної Грузії в Імеретін у 1905 році. Всіх в'язнів чекає суд і смертельний вирок. Місцеві партійні організації отримують вказівку В. І. Леніна: ув'язнених необхідно врятувати. У перших кадрах фільму звучить дикторський текст: «Кутаїсі — колишня вулиця Оборинська. На цій вулиці до цього дня є звичайний цегельний будиночок. Про велике минуле цього маленького будинку розповідає цей фільм. У вересні 1907 року з підвалу цього будинку був проведений підкоп до кутаїськой в'язниці. Звідси втекли 38 політичних ув'язнених, засуджених до смерті або заслання на каторгу». Автор фільму не робить таємницю з фіналу. Увага автора зосереджена на тому, як був здійснений цей сміливий задум. Напружено і динамічно розвивається сюжет. Велика кількість дійових осіб вимагає від режисера ємких і лаконічних характеристик. У центрі оповідання — революціонерка Нато. Саме вона отримує дозвіл орендувати будиночок, організувати у ньому швацьку майстерню, саме їй належить план приховати товариша, який втік із в'язниці, у будинку одного з найвідоміших і такого, що перебуває поза підозрою князя Коціа Еріставі, саме вона викрадає підрядчика Мелконова — єдиного, хто точно знає, де потрібно рити підкоп. Царська охорона збивається з ніг. Йдуть обшуки. Дорога кожна секунда. Дія розвивається паралельно у в'язниці, а потім і в суді і в підвалі, де досвідчені шахтарі в неймовірно важких умовах працюють день і ніч. Дехто поставлений перед необхідністю чекати і сподіватися, інші повинні виправдати довіру, зробити все, що в людських силах, щоб встигнути закінчити підкоп у строк. Самі різні люди надають несподівану підтримку підпільникам. І якщо князем Еріставі керує обережність — невідомо, як обернуться події, непогано заручитися підтримкою тих, хто завтра може стати переможцем, то відомий усьому Кутаїсі співець Даніел йде на ризиковану справу тверезо і з розплющеними очима.
…Тюремний коридор. Священик і тюремник підходять до дверей камери. Заїкаючись, священик запитує: «У яких гріхах винні ці люди?» Відповіді він не отримає. «Чому така тиша?». Лютує тюремник: «По-твоєму, вони повинні веселитися перед смертю?» Його радість була недовгою — камера порожня, 38 ув'язнених на волі. Є і ще один важливий герой у цьому фільмі — саме місто, старий Кутаїсі. Тісні дворики, магазини, вулиці, площі, міст… Любовно відтворює атмосферу життя міста режисер. Для нього самого пам'ятне місто. Тут, коли Долідзе було 13 років, були надруковані його перші вірші, зроблений перший крок у мистецтві.

## У ролях
- Мегі Цулукідзе — Нато (дублювала Н. Зорська)
- Трістан Квелаїдзе — головна роль (дублював М. Малишевський)
- Володимир Солодников — Рунич
- Отар Коберідзе — Коціа Еріставі
- Лія Еліава — дружина Еріставі
- Георгій Гегечкорі — епізод (дублював А. Карапетян)
- Імеда Кахіані — Андро (дублював К. Тиртов)
- Джемал Сіхарулідзе — Верховський
- Малхаз Бебурішвілі — роль другого плану
- Аміран Кадейшвілі — роль другого плану
- Михайло Жарковський — Берг
- Йосип Гогічайшвілі — роль другого плану
- Джемал Гаганідзе — Мелконов
- Георгій Кавтарадзе — Теофіле
- Дудухана Церодзе — Цаца
- Рамаз Чхиквадзе — Данієлі
- Паата Бараташвілі — роль другого плану
- Валер'ян Долідзе — Панцхава
- Картлос Марадишвілі — ув'язнений
- Гурам Пірцхалава — роль другого плану
- Варлам Цуладзе — роль другого плану
- Лео Антадзе — Зарелуа
- Юхим Байковський — губернатор
- Татулі Долідзе — Ніно
- Олександр Іоселіані — Корнет
- Вахтанг Арешідзе — роль другого плану
- Лері Гапріндашвілі — роль другого плану
- Дато Данелія — роль другого плану
- Геронтій Дарахвелідзе — роль другого плану
- Шалва Джаніашвілі — роль другого плану
- Алі Ісаєв-Аварський — роль другого плану
- Акакій Месаблішвілі — роль другого плану
- Грігол Талаквадзе — роль другого плану
- Григорій Волинець — епізод
- Павле Інцкірвелі — епізод
- Нодар Петріашвілі — епізод

## Знімальна група
- Режисер — Семен Долідзе
- Сценаристи — Семен Долідзе, Резо Ебралідзе
- Оператор — Фелікс Висоцький
- Композитор — Давид Торадзе
- Художник — Крістесіа Лебанідзе